# Marlow (Oklahoma)
Marlow è un comune degli Stati Uniti d'America, situato in Oklahoma, nella contea di Stephens.